# Famille Vincenti-Foscarini
 (août 2024).
La famille Vincenti-Foscarini sont une famille patricienne de Venise.

## Historique
Ses membres appartenaient à l'ordre des secrétaires du Sénat de Venise. Ils sont agrégés en 1790 au noble conseil de Zadar en la personne de Giovanni Vincenti-Foscarini, qui a acquis du mérite envers cette ville. Alors qu'il est secrétaire des surintendants généraux de Dalmatie, il est reconnu dans sa noblesse par la résolution souveraine du 22 octobre 1827.

## Armes

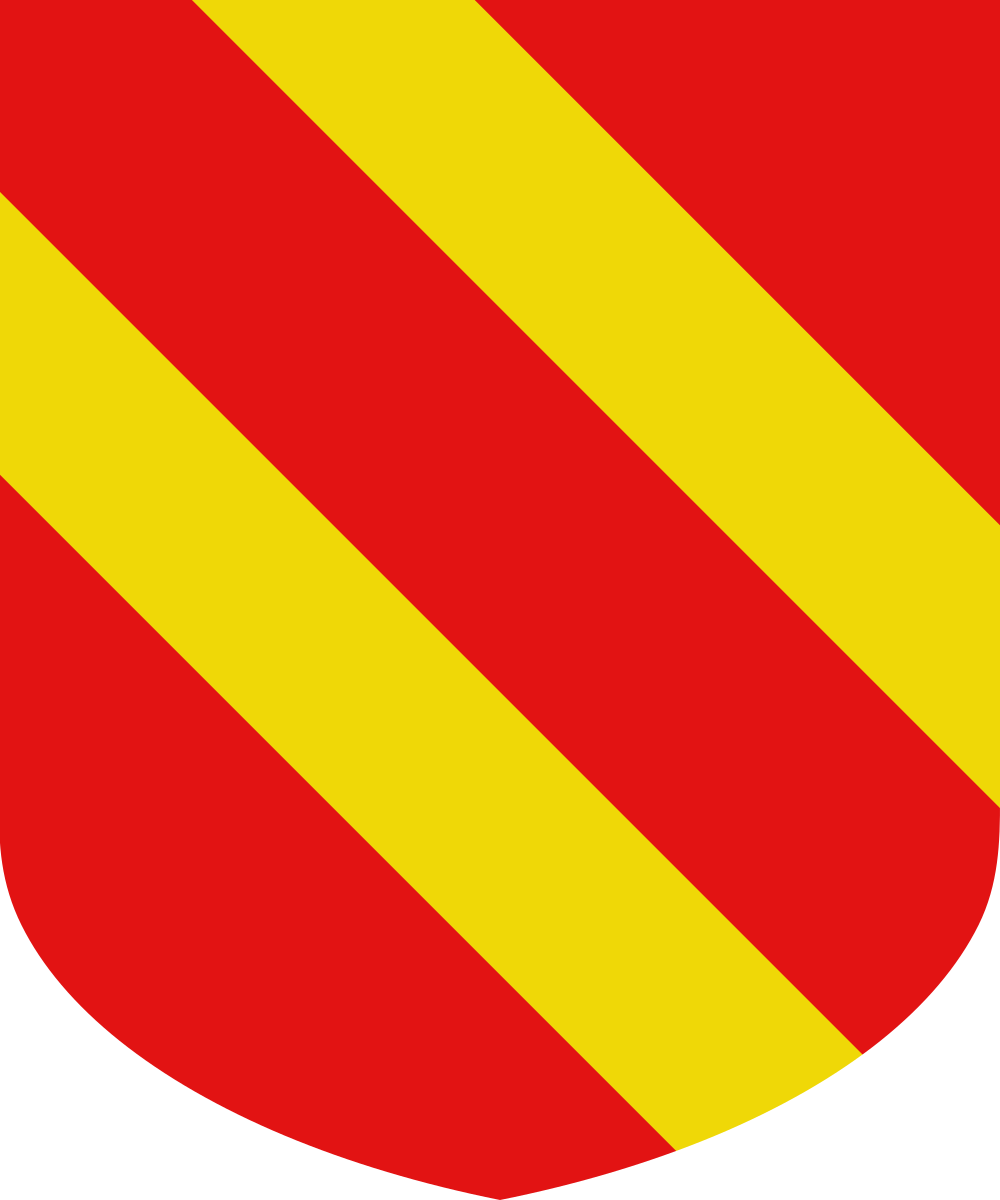
Armes des Vincenti-Foscarini